# Самнитски ратови
Самнитски ратови скупно је име за три рата која су Римљани водили против италског племена Самнита у доба ране Римске републике.

## Први самнитски рат
Током 40 година након склапања другог уговора са Картагином, који је потписан 348. п. н. е. и који је дефинисао раздвајање римске и картагинске сфере утицаја на источном Средоземљу, Рим је убрзано развијао своју хегемонију у Италији јужно од реке По те најзад дошао у сукоб и с племеном Самнита, који у почетку нису били политички уједињени, већ су коегзистирали као посебна племена која су говорила осачким дијалектом и живела у средњим и северним Апенинима. Та је племена вероватно управо римска експанзија подстакла да се војно уједине ради одбране од заједничког непријатеља. И кршевит терен и борбеност самнитских војника представљали су велике изазове, који су приморали Рим да усвоји војне иновације које ће касније бити важне за освајање Средоземља.
Премда је био кратак (343–341), први самнитски рат је за последицу имао римско освајање плодне Кампаније са њеним главним градом Капуом. Римски су историчари описали почетак тог рата узимајући као узор Тукидидов приказ избијања пелопонеског рата. Ипак су вероватно били у праву када су рекли да је повод рату било признање римске превласти од стране Кампанаца, који су се већ борили око Капуе са Самнитима, јер су Кампанци желели да у тој борби искористе војну снагу Рима. Уколико је заиста било тако, то је можда била прва у низу ситуација када је Рим кренуо у рат након што га је у помоћ позвала нека слабија држава која је већ била у рату. Када би се упустио у такав рат, Рим је обично под своју власт стављао и свог савезника, након што би победио његовог непријатеља. У сваком случају, Кампанија је сада била чврсто везана за Рим, а њени су становници можда добили и грађанско право без права гласа у Риму (цивитас сине суффрагио). Кампанија је Риму донела нову снагу и војнике.

## Други самнитски рат
Освајање Кампаније изазвало је Латине да се подигну на устанак против Рима како би очували своју независност, али је тај Латински рат (340–338) био брзо завршен у корист Римљана, након чега је готово цео Лациј добио римско грађанско право и постао римска територија. Рим је сада био господар средње Италије те је следећу деценију провео у организовању и даљем померању своје границе путем освајања и колонизације. Римљани су се ускоро сукобили са Самнитима из долине средњег тока реке Лирис (данас Лири), започињући други (или велики) самнитски рат (327–304).
Током прве половине рата Рим је трпео озбиљне поразе, али у другој половини рата Рим се опоравио, реорганизовао и на крају победио. Римска је војска 321. п. н. е. била ухваћена у клопку у уском Каудинском кланцу и приморана да се преда, па је Рим потписао петогодишње примирје. Каснији су римски историчари, међутим, покушавали да порекну ово понижење измишљајући приче о томе да је Рим одбио мир и осветио се Самнитима. Након обнављања непријатељства, 315. п. н. е. Рим је претрпео велики пораз код града Лаутула. Антички извори наводе да су Римљани у почетку користили хоплитску тактику, коју су примили од Етрураца (и која је била у употреби у 6. или 5. веку п. н. е.), а да су касније усвојили самнитски систем манипула, вероватно јер се показао успешним за Самните. Систем манипула био је сличан моделу табле за шах, у коме су прави квадрати војника били одвојени празним простором, такође квадратног облика. Тај је систем био много флексибилнији од тешко збијене хоплитске формације, пошто је војницима остављао довољно простора за маневрисање, посебно на кршевитом терену. Систем манипула остао је у употреби током целе републике и у доба раног царства. У овом је периоду Рим поставио темеље своје флоте, саградио своје прве војне путеве (Via Appia се почела градити 312. п. н. е., а Виа Валериа 306. п. н. е.), те је повећао своје војне контингенте, како се може закључити из чињенице да је број војних трибуна повећан са шест на шеснаест. У периоду од 334. до 295. п. н. е. Рим је основао 13 колонија у циљу борбе против Самнита, те је на заузетој територији формирао нових шест сеоских триба. Током последњих година рата Римљани су проширили своју моћ и у северну Етрурију и у Умбрију. Неколико успешних војних похода приморало је градове у тим областима да постану римски савезници. Велики се самнитски рат на крају завршио победом Рима. Током завршне фазе тог рата Рим је, на другом фронту, закључио свој трећи споразум с Картагином (306. године п. н. е.), којим су Картагињани признали да цела Италија припада утицајној сфери Рима.

## Трећи самнитски рат
Трећи самнитски рат (298–290) представљао је последњи очајнички покушај Самнита да очувају независност. Они су убедили Етрурце, Умбре и Гале да им се прикључе. Рим је ову импресивну коалицију победио у бици код Сентина 295. п. н. е. и остатак рата провео у сузбијању тињајућег отпора Самнита. Они су након тога с Римом били повезани низом савеза.